# Emma Curtiss Bascom
Emma Curtiss Bascom (20 de abril de 1828-1916) fue una educadora, sufragista y reformadora estadounidense.

## Biografía
Emma Curtiss nació en Sheffield, Massachusetts, el 20 de abril de 1828. Fue la segunda hija de Owen Curtiss y, por parte de su madre, Caroline Standish Owen, descendiente directa de Myles Standish. Estudió sus primeros años de educación en la Great Barrington Academy, en Great Barrington, Massachusetts; en el Instituto Pittsfield, también en Massachusetts; y en el Instituto Femenino Patapsco, Maryland. Se dedicó a la docencia, primero en la Academia Kinderhook y luego en la Academia Stratford, en Connecticut. Fue miembro fundador de la Asociación para el Avance de la Mujer y durante muchos años formó parte de su junta directiva. Participó activamente en la Unión Cristiana de Mujeres por la Templanza casi desde su primera organización.
En 1856, se casó con John Bascom, entonces profesor del Williams College. Durante años, su esposo no pudo ver, y ella tuvo que guiarlo con sus estudios y ayudarle diariamente con la lectura y escritura. Fue madre de cinco hijos: George (n. 1857), Jean (n. 1859), Emma (n. 1861), Florence (1862-1945) y Mabel (n. 1867). Falleció en 1916.